# Bergamaskalperna

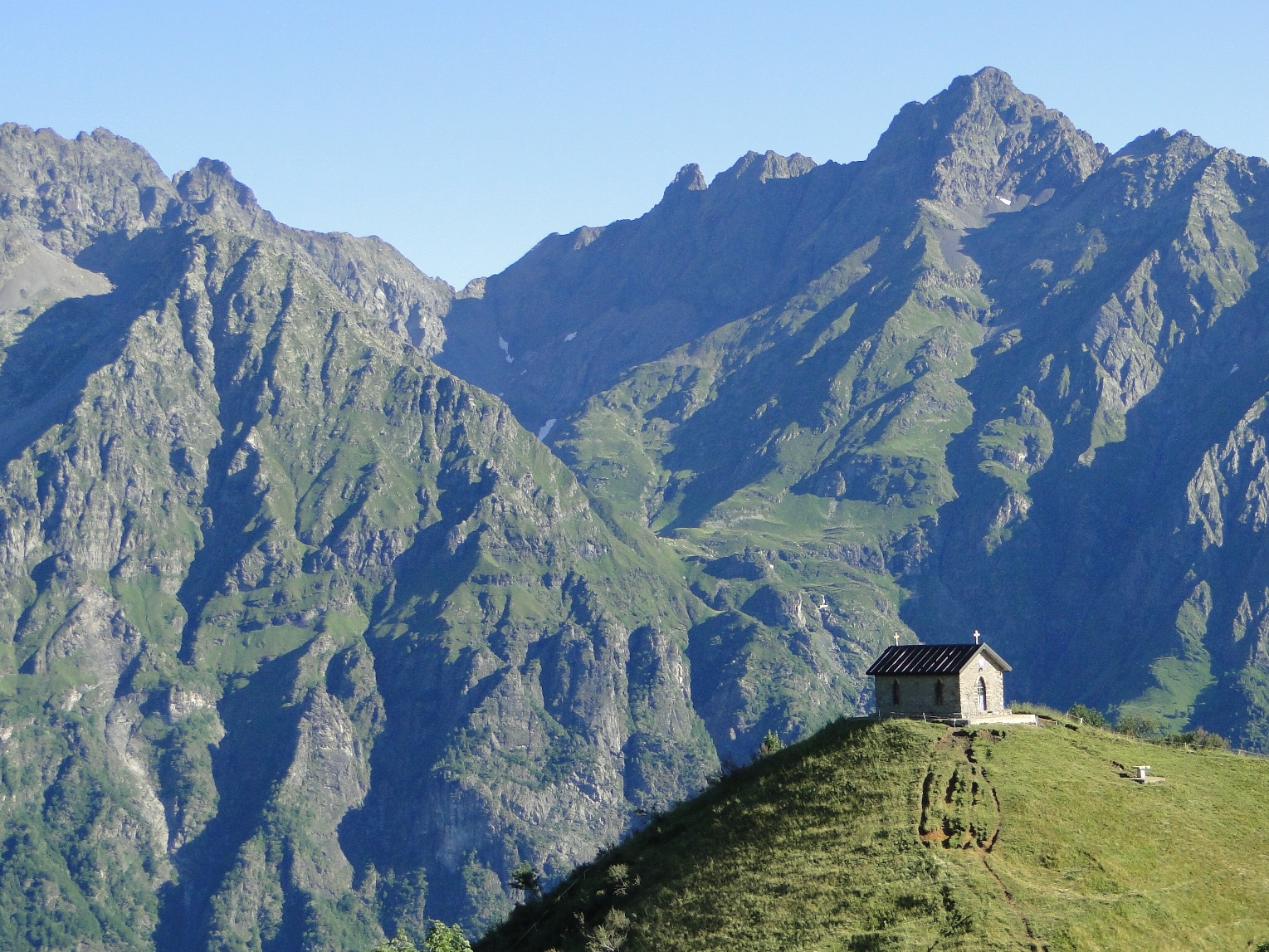
Bergamaskalperna

Bergamaskalperna (italienska Prealpi Bergamasche) är en bergskedja i norra Italien, som bildar Östalpernas sydvästligaste del.
Bergamaskalperna tillhör de så kallade västliga Dinariderna och begränsas i väster av Comosjön, i norr av Valtellina och i öster av Val Camonica. Norra delen av Bergamaskalperna, vars högsta topp är Pizzo Coca (3 050 meter över havet), utgörs av kristallina bergarter och är starkt metamorfoserade sediment. Södra delen består däremot av kalksten. Pizzo Coca har på nordsidan glaciärer. Tidigare förekom brytning av järnmalm, senare bly och galmejabrytning inom Val Brembana. Inom kalkstensområdet finns flera stenbrott och cementfabriker.